# Susk (obwód wołyński)
Susk (ukr. Суськ) – wieś na Ukrainie w rejonie łuckim obwodu wołyńskiego.
Do 2020 w rejonie kiwereckim. 